# Nonnenkopf

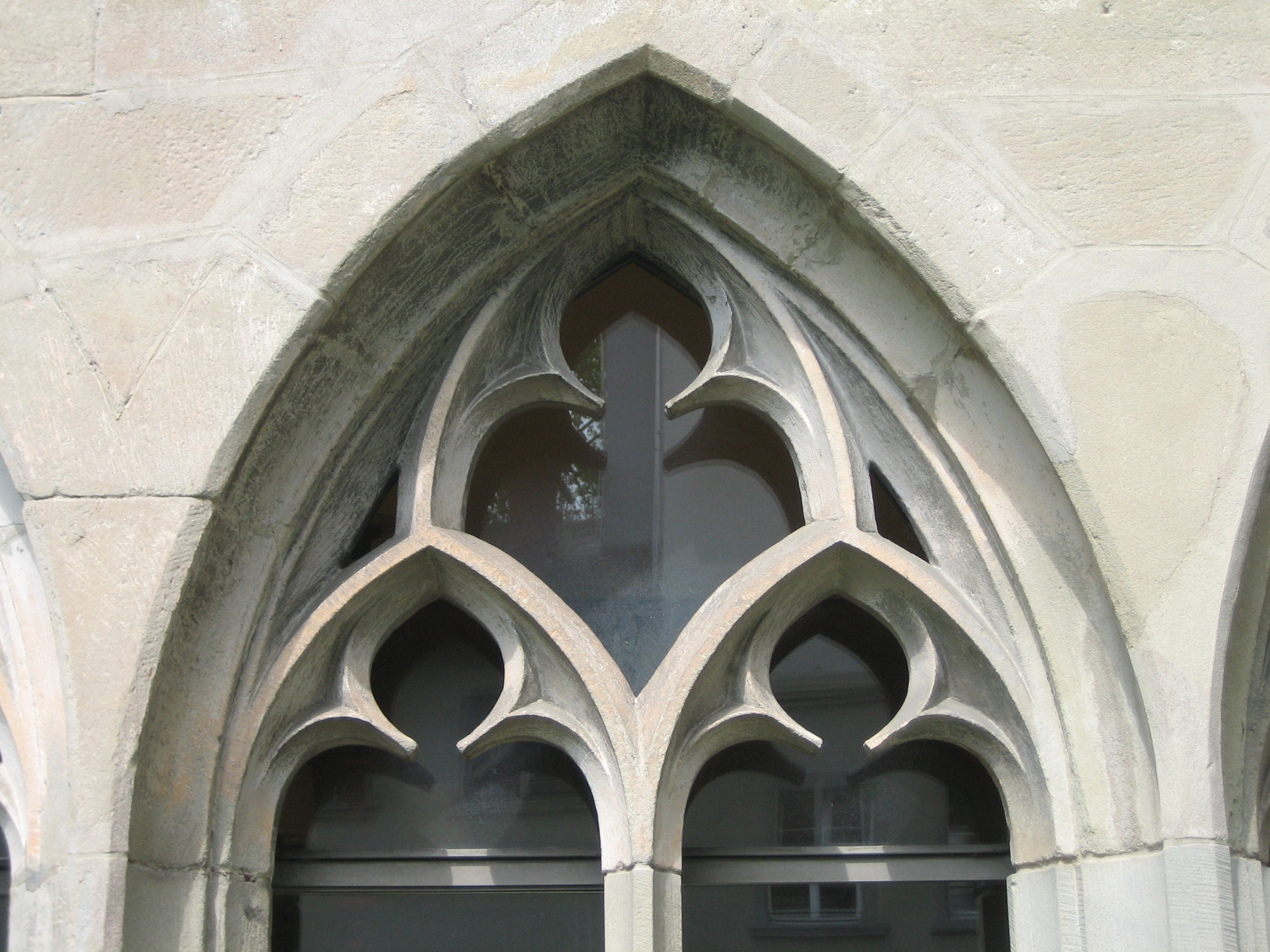
Maßwerk mit drei Nonnenköpfen eines Spitzbogenfensters im Kreuzgang des früheren Barfüßerklosters in Zürich

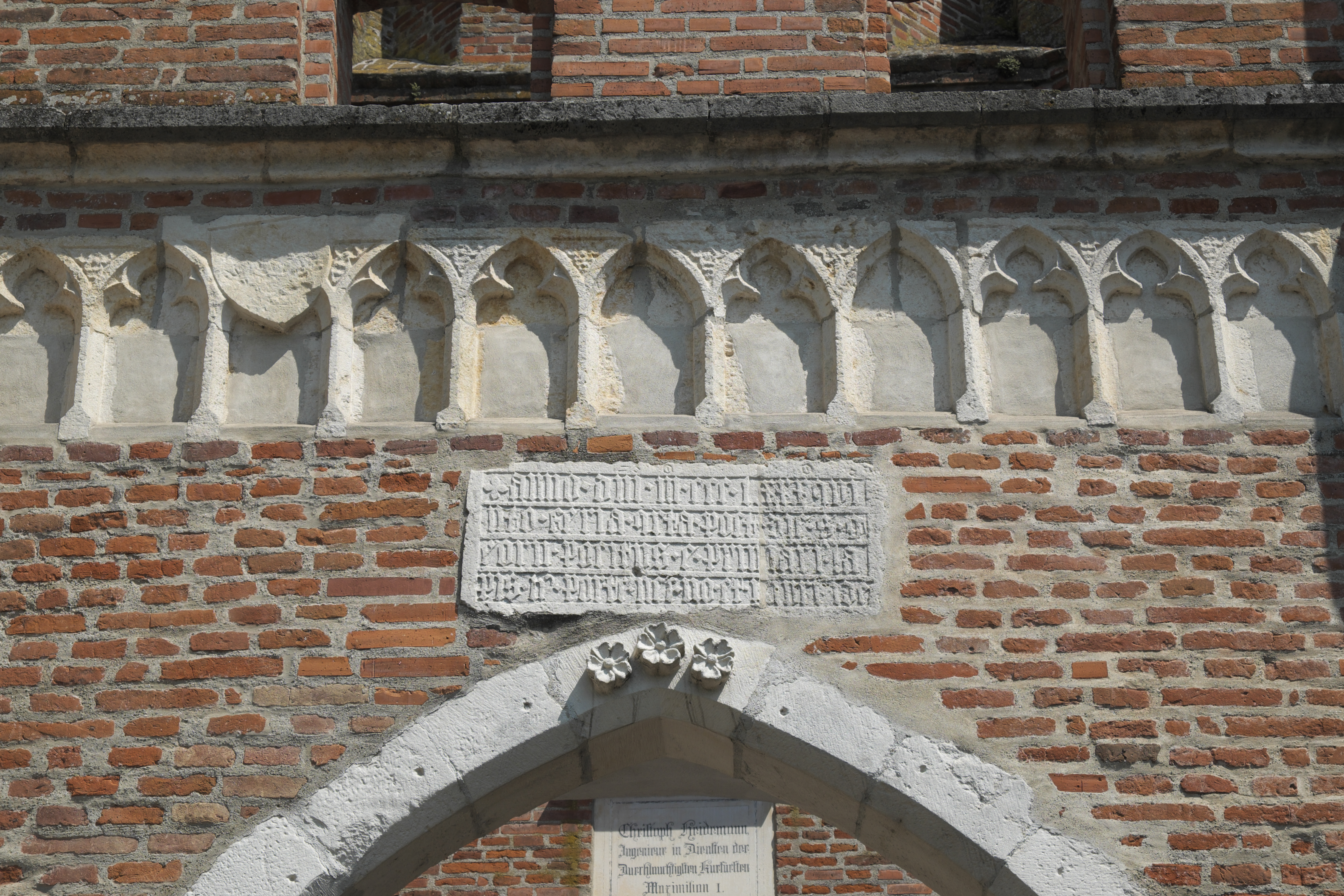
Nonnenköpfe in einem Fries

Der Nonnenkopf ist eine bestimmte Form bzw. Gestaltung des Maßwerkes von Bauteilen aus Naturstein der Gotik innerhalb eines Spitzbogenfensters bzw. eines Frieses.

## Beschreibung
Die Bezeichnung „Nonnenkopf“ leitet sich vermutlich von der schleier- oder haubenartigen äußeren Form ab, die einen Raum in Gestalt einer Nonne zu umschließen scheint.
Der obere Abschluss eines einbahnigen Spitzbogenfensters hat einen Nonnenkopf und bei einem zweibahnigen Spitzbogenfenster drei Nonnenköpfe und wird als Nonnenschluss bezeichnet.

## Andere Maßwerkformen
- Dreipass